# Capitaine Morgan (bande dessinée)
Capitaine Morgan est une bande dessinée de pirates parue dans Spirou et racontant une partie de la vie du célèbre pirate qui mourra néanmoins dans la peau d’un gouverneur de la Jamaïque.

## Contexte
Le succès de Pilote parrainée par Radio-Luxembourg, le RTL de l’époque, amène le journal de Spirou à rechercher également des collaborations radiophoniques. Ce sera Europe N°1, son nom d’alors. Jean Portelle est l’un des membres de cette station.
En 1959, il a gagné le concours du radio-globe-trotter organisé par cette radio, alors qu’il n’a que 23 ans. Le deuxième de l’épreuve, Claude Chaliès, va d’ailleurs devenir l’ami de Portelle. Ils organisent ensemble l’expédition qui doit les mener sur les traces du trésor de Morgan dans l’île Cocos.
Spirou décide de parrainer en partie cette expédition cofinancée par la radio. Tous les soirs à 17:30 Portelle consacre une émission à l’histoire du fameux pirate, histoire que Spirou va adapter en bande dessinée.
Portelle est indubitablement à l’époque le jeune reporter qui « monte ». Outre son prix à Europe 1, il a gagné le Prix Interallié en 1960 pour Janitzia aux éditions Denoël et le prix Alphonse Allais si l’on en croit la quatrième de couverture de son deuxième livre, Sueurs chaudes.
En septembre 1962, Chaliès, qui a 29 ans, Portelle, 27, et un troisième larron, le spéléologue Robert Vergnes, 35, partent pour le Costa Rica. Les deux premiers ne reviendront pas, ils mourront noyés en décembre lorsque leur canot pneumatique se retournera en faisant par gros temps le tour de l’île Cocos.

## Publication dans Spirou
C’est au numéro 1279 du 18 octobre 1962 que débutent les aventures de Morgan. Si Jean Portelle est bien à l’origine du scénario c’est J.J. Marin qui est chargé de l’adaptation en BD. La série se poursuit jusqu’au numéro 1300 du 14 mars 1963. C’est Gérald Forton qui se charge des dessins. L’histoire s’arrête avec la prise de Panama et du fabuleux butin qui l’accompagne. D’autres pages sur la vie de Morgan restaient à écrire mais la fin tragique de Portelle met un terme à tout cela.

## Album
- Capitaine Morgan – 2009 (Éditions du Taupinambour)[6] en 44 planches certaines en couleurs, la plupart en bichromie.

- Capitaine Morgan, Editions Hibou, Octobre 2024
Scénario : Jean Portelle, Jean Joël Marine - Dessin : Gérald Forton -  (ISBN 978-2-87453-160-6) Tirage limité 300 exemplaires - Numéroté au moyen d'un ex-libris justificatif collé dans l'album